# ديريك اتيان
ديريك اتيان (25 نوفمبر 1996 بريتشموند في الولايات المتحدة - ) هو لاعب كرة قدم أمريكي في مركز الوسط. شارك مع منتخب هايتي تحت 17 سنة لكرة القدم ومنتخب هايتي تحت 20 سنة لكرة القدم ومنتخب هايتي تحت 23 سنة لكرة القدم. أما مع النوادي، فقد لعب مع نيويورك ريد بولز ونيو يورك ريد بولز 2.

## وصلات خارجية
- ديريك اتيان على موقع الدوري الأمريكي (الإنجليزية)
- ديريك اتيان على موقع قاعدة بيانات كرة القدم.إي يو (الإنجليزية)
- ديريك اتيان على موقع ليكيب (الفرنسية)
- ديريك اتيان على موقع ناشيونال فوتبول تيمز (الإنجليزية)
- ديريك اتيان على موقع Soccerbase.com (لاعب) (الإنجليزية)
- ديريك اتيان على موقع Soccerway.com (الإنجليزية)
- ديريك اتيان على موقع عالم كرة القدم.نت (الإنجليزية)
- ديريك اتيان على موقع AS.com (الإسبانية)